# 小行星8641
小行星8641是一颗围绕太阳公转的小行星。1987年1月27日，波爾·延森在霍尔拜克发现了此天体。
这颗小行星的绝对星等为47.57807178927461等。